# Cronoespècie
En biologia evolutiva, un cronoespècie és una part d'un continu d'un llinatge documentat en el registre fòssil. Es tracta d'una espècie que canvia morfològica, genètica i / o comportamentalment al llarg del temps a escala evolutiva, de manera que l'espècie originària i l'espècie derivada no podrien considerar-se la mateixa espècie si haguessin existit en el mateix moment. Al llarg d'aquest canvi, només hi ha una espècie del llinatge vivint en qualsevol punt temporal, a diferència dels casos en què una espècie es ramifica en diverses per especiació divergent.
Les dues versions del gradualisme filètic (el gradualisme filètic clàssic i el gradualisme puntuat), mostren un canvi morfològic considerable en els seus llinatges, el que permet, a més de la ramificació, la presència de cronoespecies. En contraposició, la estasi característica de les espècies establertes en el model d'equilibri puntuat, amb prou feines dona lloc per a les cronoespecies.